# 原田新一
原田 新一（はらだ しんいち、1891年（明治24年）3月4日 - 1966年（昭和41年）7月26日）は、大日本帝国陸軍軍人。最終階級は陸軍少将。

## 経歴
1891年（明治24年）に岩手県で生まれた。陸軍士官学校第24期卒業。1939年（昭和14年）3月に陸軍歩兵大佐に進級し、歩兵第101連隊長に就任。日中戦争に出動し、南昌作戦に参加した。8月に第21軍兵器部長に転じ、1940年（昭和15年）に南支那方面軍兵器部長、1941年（昭和16年）に第23軍兵器部長を歴任。
1943年（昭和18年）に混成第101連隊長に転じ、1944年（昭和19年）3月に陸軍少将に進級。8月に第6方面軍兵器部長を経て、1945年（昭和20年）に第5独立警備隊司令官に就任。運城の警備に当たり、終戦を迎えた。
1947年（昭和22年）11月28日、公職追放仮指定を受けた。

## 栄典
勲章
- 1944年（昭和19年）8月15日  - 勲二等瑞宝章[4]